# Mew (Pokémon)
Vous lisez un « bon article » labellisé en 2011.
Pour les articles homonymes, voir Mew.
Mew (ミュウ) est une espèce de Pokémon, une créature de fiction issue de la franchise médiatique Pokémon de Nintendo. Il est inclus dans la version japonaise de Pokémon Bleu, comme étant un personnage secret. En tant que tel, il a fait l'objet de nombreux mythes et rumeurs, qui ont contribué au succès de la franchise Pokémon. Rajouté ensuite dans les versions étrangères de Pokémon Rouge et Bleu, il fut le premier Pokémon légendaire illusoire impossible à capturer de manière officielle dans le jeu.
Généralement décrit comme un chat et un embryon, Mew est imaginé par Shigeki Morimoto, programmeur de Game Freak. Il est créé en même temps que son clone Mewtwo. Mew est de type psychique et occupe le 151e emplacement dans le Pokédex national, l'encyclopédie qui recense les différentes espèces de Pokémon.
Considéré comme le géniteur de Mewtwo, Mew apparait la première fois au cinéma dans Pokémon, le film : Mewtwo contre-attaque, où il tient avec son pseudo-clone l'un des rôles principaux. Il apparait également dans Pokémon : Lucario et le Mystère de Mew où il tient aussi un rôle majeur, aux côtés de Lucario.

## Création

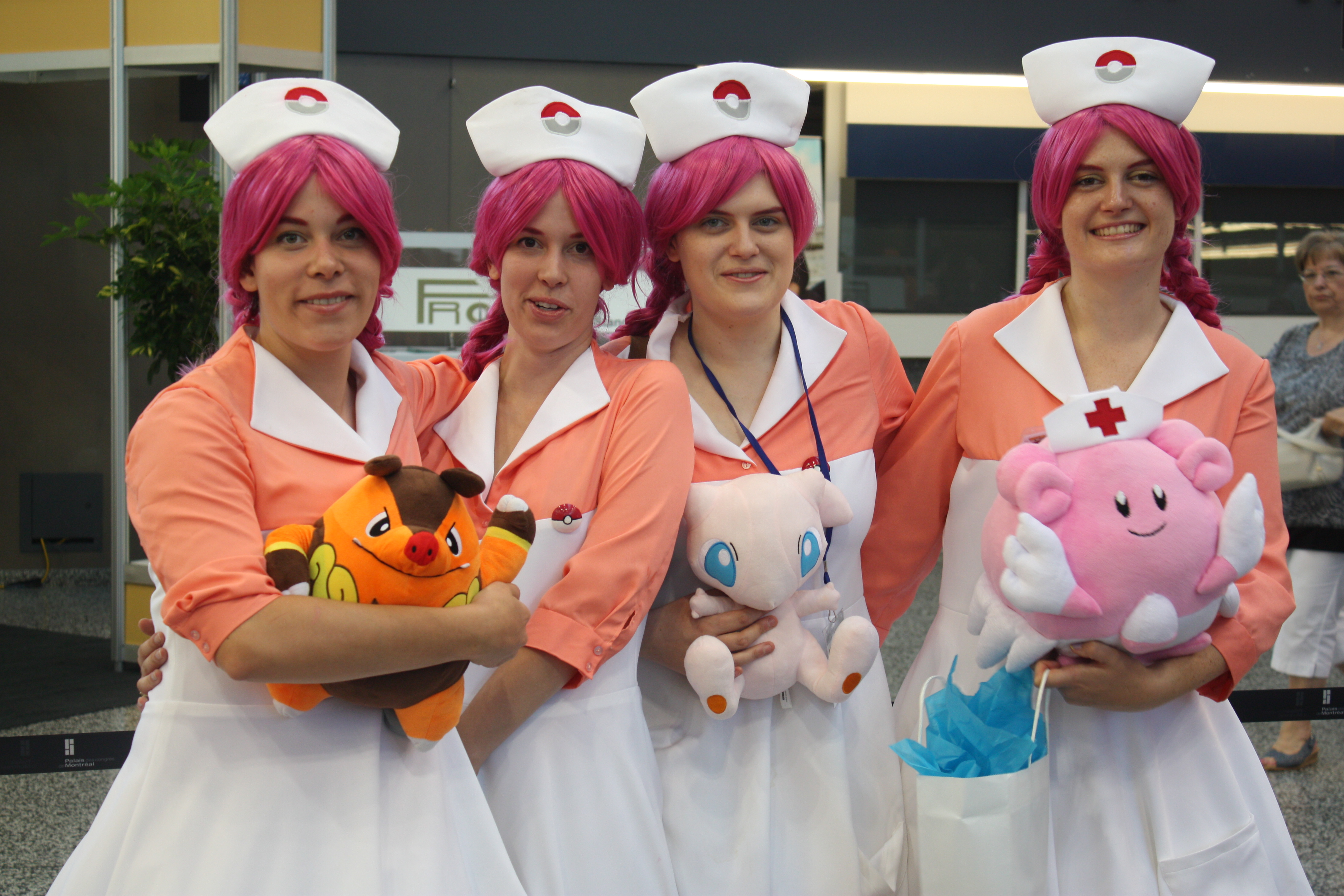
Cosplay d'infirmières Joëlle avec au centre une peluche de Mew.

Propriété de Nintendo, la franchise Pokémon est apparue au Japon en 1996 avec les jeux vidéo Pocket Monsters Vert et Pocket Monsters Rouge. Son concept de base est la capture et l'entraînement de créatures appelées Pokémon, afin de leur faire affronter ceux d'autres dresseurs de Pokémon. Chaque Pokémon possède un ou deux types – tels que l'eau, le feu ou la plante – qui déterminent ses faiblesses et ses résistances au combat. En s'entraînant, ils apprennent de nouvelles attaques et peuvent évoluer en un autre Pokémon.
Contrairement aux autres Pokémon, la conception de Mew n'a pas été supervisée par Ken Sugimori, mais par le programmeur de Game Freak Shigeki Morimoto. Celui-ci a ajouté Mew secrètement au code du jeu : il voulait alors faire une plaisanterie à l'équipe de développement. Sa première intention était que seul le personnel de Game Freak soit au courant de l'existence de ce Pokémon et puisse l'obtenir. Mew a été incorporé tout à la fin du développement de Pokémon Rouge et Bleu, après le retrait d'éléments servant au débogage et qui ont libéré juste assez d'espace pour permettre l'ajout du personnage, même s'il avait été dit de ne plus modifier le jeu à ce stade. Finalement, alors qu'il avait été prévu que les joueurs ne puissent pas l'obtenir, ceux-ci le peuvent grâce à un glitch.
Au printemps 1996, le président de Game Freak Satoshi Tajiri a fait exposer Mew dans le magazine japonais CoroCoro Comic et a distribué gratuitement les premières cartes à jouer à son effigie ; cet essai a surpris de nombreux employés de Game Freak, dont Morimoto lui-même. En raison du succès de cette expérience, Game Freak a annoncé, le 15 avril 1996, un concours permettant aux 151 gagnants d'obtenir Mew. Tajiri a déclaré que Mew avait permis de créer un engouement autour du jeu, de maintenir l'intérêt que les joueurs lui portaient et d'avoir donné naissance à des rumeurs alimentées par le bouche à oreille, ce qui avait fait augmenter les ventes de Pokémon.
Le nom japonais de Mew, ミｭウ (Myū, officiellement romanisé en Mew), vient du japonais  ミュータント (Myūtanto) qui signifie mutant. Ce nom est également très proche de l'anglais Meow qui caractérise le miaulement des chats. Si les noms des autres Pokémon sont adaptés lors de la parution des jeux en Occident, Mew conserve le même nom qu'en japonais.

## Description
À l'instar de Mewtwo, Mew est un Pokémon de type psy ayant de très bonnes statistiques de jeu. Mew est un Pokémon félin, rose, avec de grands yeux bleus et une longue et fine queue qui s'élargit à son extrémité ; sa peau est couverte d'un pelage fin. Son ADN mêle les gènes de toutes les espèces de Pokémon existantes, et il est dit dans le jeu que les « scientifiques Pokémon » le considèrent comme l'ancêtre commun de tous les Pokémon. Mew est timide et se fait rarement observer par des êtres humains,. Mew est un Pokémon fabuleux, bien que l'on pense qu'il soit légendaire de la première génération. Le numéro de Mew dans le Pokédex national est le 151, soit le dernier de la première génération, le 150 étant Mewtwo et le 152 Germignon. On peut apprendre dans Pokémon Rouge Feu et Vert Feuille que Mew a été découvert dans les jungles profondes du Guyana le 5 juillet (l'année n'est pas spécifiée), qu'il a été nommé ainsi le 10 juillet et qu'il a « donné naissance » à Mewtwo le 6 février.
Dans les jeux vidéo, Mew peut apprendre n'importe quelle capacité. Il est, avec Métamorph, le seul Pokémon pouvant se métamorphoser en un autre Pokémon grâce à la capacité Morphing,. Dans l'animé, il peut notamment voler, se téléporter, devenir invisible ou créer de grosses bulles roses d'énergie psychique.

## Apparitions

### Jeux vidéo
Mew est apparu dès le premier épisode de la série, Pokémon Rouge et Bleu, où il occupe le numéro 151.
Il n'y a aucune façon de capturer Mew de façon directe dans les jeux vidéo de la série Pokémon. Les joueurs ont toutefois plusieurs possibilités s'ils veulent attraper le Pokémon :
- il est possible d'utiliser un Action Replay ou un GameShark, mais cela peut endommager le fichier de sauvegarde[9] ;
- certains évènements promotionnels de Nintendo proposaient aux joueurs présents d'obtenir Mew[9] ;
- un glitch, le Bug du Croupier, permet également d'attraper Mew dans Pokémon Rouge et Bleu[15], tout comme dans Pokémon Jaune.

La sortie de My Pokémon Ranch, en 2008, a changé cette situation : il y est possible d'obtenir Mew directement, pour éventuellement le transférer vers Pokémon Diamant et Perle.
Mew apparaît également dans la saga Super Smash Bros. : il est un des Pokémon pouvant sortir d'une Pokéball dans chacun des trois jeux, et est un des trophées disponibles dans les deux derniers épisodes,,,,.

### Série télévisée  et films
La série télévisée Pokémon ainsi que les films sont des aventures séparées de la plupart des autres versions de Pokémon et mettent en scène Sacha en tant que personnage principal. Sacha et ses compagnons voyagent à travers le monde Pokémon en combattant d'autres dresseurs Pokémon. La première apparition notable de Mew dans les animés Pokémon s'est faite dans Pokémon, le film : Mewtwo contre-attaque, où il tient l'un des rôles principaux : alors qu'on pensait que Mew était disparu depuis longtemps et qu'il avait été le Pokémon le plus puissant, un scientifique a réussi, après des années de recherche, à utiliser des restes d'ADN de Mew pour créer Mewtwo. Ce dernier, un clone amélioré de Mew, va devenir l'antagoniste principal du film.
L'intrigue de Pokémon : Lucario et le Mystère de Mew tourne quant à elle autour de l'histoire mystérieuse de Mew et des origines de sa grande puissance. Un « arbre généalogique » des Pokémon peut être vu dans le film, où Mew occupe la première place,.
Un « Mew Mirage » apparaît également dans Pokémon : Le Maître des mirages. Il y aide Sacha et ses amis à vaincre le Maître des mirages.

### Mangas
Mew apparaît dans la série de mangas Pokémon La Grande aventure !. Dans le premier chapitre, la Team Rocket tente de le capturer, tout comme Red (héros du jeu vidéo et, ici, du manga) ; ce dernier est cependant rapidement battu par Mew. Dans les chapitres d'après, il est en fait révélé que la Team Rocket désire posséder de l'ADN de Mew afin de terminer la création de Mewtwo.

## Influence culturelle

Avion Pokémon où apparait Mew

### Promotion et produits dérivés
La présence de Mew comme Pokémon « secret » a contribué au succès de la franchise,. Un concours lancé dans le numéro d'avril 1996 de CoroCoro Comic et nommé « offre de Pokémon légendaire » proposait aux vingt gagnants l'opportunité d'envoyer leur cartouche de jeu à Nintendo afin d'obtenir Mew. Le récemment décédé Satoru Iwata, ancien PDG de Nintendo, attribue le succès des jeux à ce concours. C'est en effet à partir de celui-ci que les ventes hebdomadaires des premières versions de Pokémon ont commencé à exploser. Les joueurs pouvaient également télécharger Mew lors d'évènements promotionnels organisés par Nintendo. De nombreux fans du jeu ont par ailleurs acheté des appareils de triche dans le seul but d'acquérir le Pokémon.
Mew est l'un des Pokémon représentés sur une série d'avions de la compagnie All Nippon Airways. En septembre 2006, en l'honneur de la sortie de Pokémon : Lucario et le Mystère de Mew et de Pokémon : Donjon mystère - Équipe de secours rouge et bleue, les joueurs en possession d'une version de Pokémon Rubis, Saphir, Émeraude, Rouge Feu ou Vert Feuille ont pu se rendre dans un magasin Toys "R" Us afin de le télécharger gratuitement. Une carte promotionnelle de Mew a également été incluse dans le DVD de Pokémon : Lucario et le Mystère de Mew.

### Réception critique
En raison de ses statistiques équilibrées et du fait qu'il puisse apprendre n'importe quelle capacité, Mew est considéré comme l'un des meilleurs Pokémon de Pokémon Rouge et Bleu. Plusieurs études portant sur l'influence des personnages de fiction sur les enfants, comme celles du livre Pikachu's Global Adventure: The Rise and Fall of Pokémon, ont mis en avant le fait que Mew était populaire auprès des petites filles qui avaient tendance à être attirées par les personnages « mignons ». À l'inverse, Mewtwo y est décrit comme étant populaire avec les garçons un peu plus âgés habituellement attirés par des personnages « féroces ou effrayants ». L'ouvrage Media and the Make-believe Worlds of Children est aussi allé dans ce sens et a dépeint Mew comme « enfantin et doux, combinant les caractéristiques de la puissance et de la gentillesse » ; le livre met l'accent sur l'importance pour les enfants du contraste entre lui et Mewtwo. IGN a classé Mew comme l'un des meilleurs Pokémon de type psy, aux côtés de Mewtwo, Alakazam et Staross. La rédaction du site web l'a qualifié de bon concurrent à Mewtwo, mais aussi de Pokémon imprévisible en raison de son aptitude à apprendre toutes les capacités du jeu. En 2012, le site officiel Pokémon fait un tournoi entre les Pokémon légendaires, Mew est le préféré de tous.
La distribution de Mew lors d'évènements organisés par Nintendo a été avancée comme étant un des principaux facteurs du succès de la série au Japon. Le magazine Computer and Video Games a lui fait valoir que ceci était un des pires aspects de Pokémon, ajoutant que la possibilité d'utiliser des appareils de triche comme l'Action Replay pour capturer Mew rendait ces évènements obsolètes.